# Strage di San Polo
La strage di San Polo fu un eccidio compiuto da militari tedeschi appartenenti alla 94ª Divisione di fanteria il 14 luglio 1944 nella zona di San Polo, ad Arezzo, costato la vita a 65 persone fra partigiani e civili, compresi bambini, donne ed anziani.

## Gli avvenimenti
Dopo la decisione presa all'inizio di luglio dal CLN di Arezzo di procedere all'occupazione della città da parte dei partigiani, diverse formazioni scesero dalla collina verso posizioni sempre più avanzate. Il 14 luglio, tuttavia, mentre le truppe inglesi che avrebbero dovuto ricongiungersi ai partigiani tardavano ad arrivare, i tedeschi, pianificata una rappresaglia, riuscirono a liberare dei soldati precedentemente fatti prigionieri e, raggiunte le località di Pietramala e Molin dei Falchi, rastrellarono decine di persone e diedero alle fiamme le abitazioni.
Si incamminarono poi con i prigionieri (uccidendo quelli che via via si trovavano in difficoltà nella marcia: una donna incinta, dei bambini, degli anziani) e procedettero ad ulteriori arresti a Vezzano, Castellaccio e Villa Mancini a San Polo.
Proprio in quest'ultimo edificio i tedeschi interrogarono e torturarono i prigionieri (tra cui diversi noti capi partigiani come Eugenio Calò, Angelo Ricapito e Vasco Lisi), per poi seppellirli tutti ancora vivi in tre fosse comuni che vennero ricoperte di terra e fatte esplodere con un esplosivo alla gelatina. Dell'episodio fu testimone Mario Sbrilli, falciato anch'egli da una raffica di mitra.
Subito dopo, i tedeschi abbandonarono San Polo. Arezzo sarebbe stata liberata definitivamente due giorni dopo, e solo l'indomani, 17 luglio, si poté procedere alla riesumazione dei corpi e al loro trasporto al cimitero.

## I processi
La strage fu compiuta da elementi del 274º reggimento granatieri della 94ª Divisione di fanteria, comandato dal tenente colonnello Wolf Ewert, e da un reparto della 305ª divisione di fanteria, guidata dal generale Hauck. Ewert, Hauck e l'ufficiale medico Hans Plümer furono incriminati dalla giustizia britannica che aprì un'inchiesta, che però non ebbe seguito, nei giorni immediatamente successivi ai fatti. Il caso venne poi riaperto nel 1972 dalla procura di Gießen, in Germania, ma fu archiviato un anno dopo.
In Italia il fascicolo fu archiviato nel 1960 e poi riaperto nel 1995 dal Tribunale militare di La Spezia. Morti i principali indiziati, le indagini furono sospese nel 2000 e successivamente riprese dal procuratore militare Marco De Paolis. In quest'ultima fase il processo vide come imputati il sottotenente Klaus Konrad, esponente politico tedesco che era stato anche consigliere del cancelliere Willy Brandt, morto nel 2006 prima della sentenza, e il tenente Herbert Hantschk, assolto nel febbraio 2007 per non aver commesso il fatto.

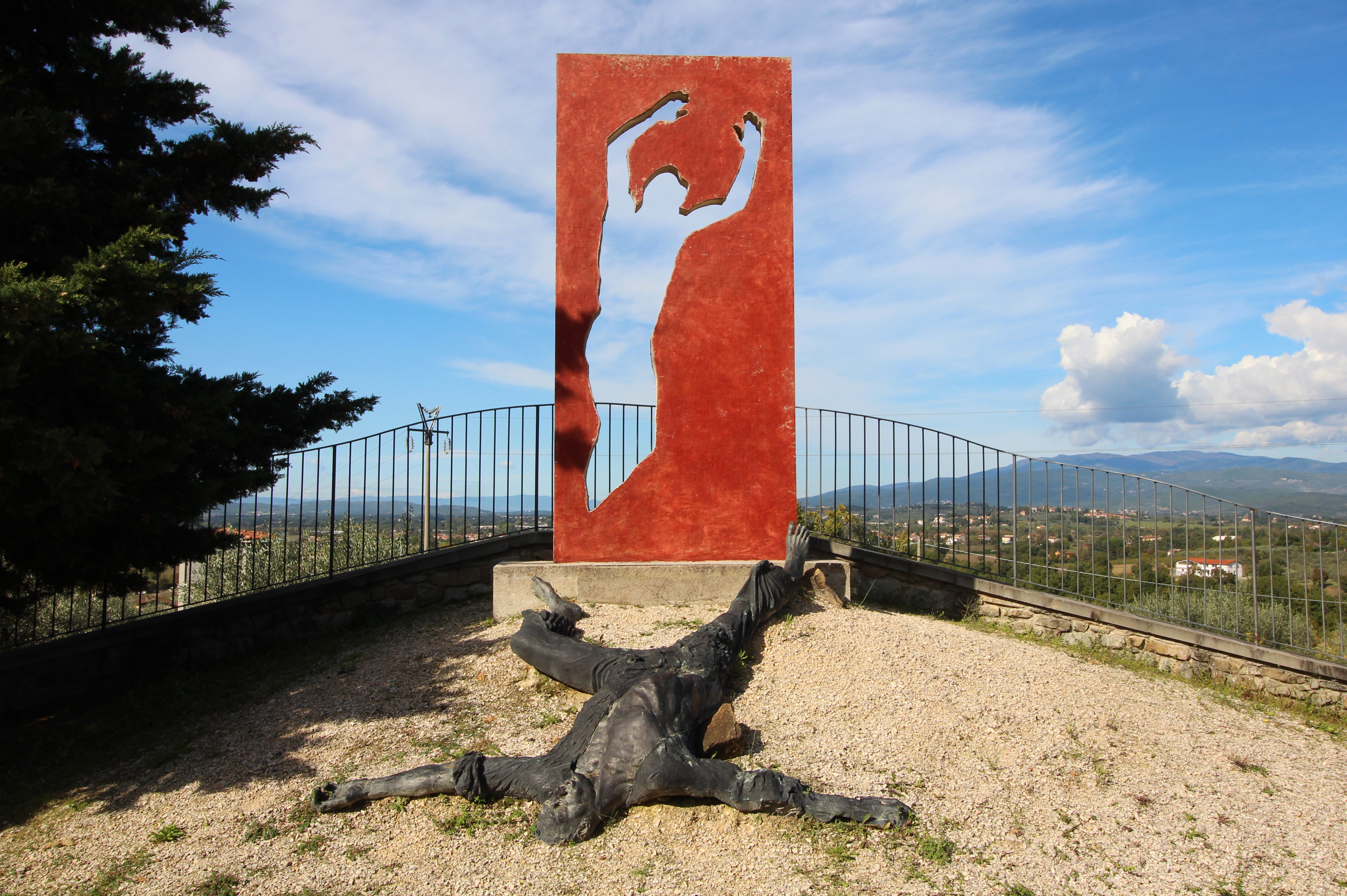
Monumento in memoria dell'eccidio

## La memoria
La strage di San Polo viene ricordata ogni anno ad Arezzo attraverso celebrazioni organizzate da Comune e Provincia di Arezzo, Confederazione provinciale fra le associazioni combattentistiche, Comitato di coordinamento fra le associazioni d'arma e Istituto storico aretino della Resistenza e dell'età contemporanea.
Nell'ottobre del 2007 venne realizzata una scultura in bronzo in ricordo del sacrificio di tante vittime innocenti, progettata dall'Istituto statale d'arte 'Piero della Francesca' di Arezzo e scolpita da Sandro Ricci.
Il 14 luglio 2024, ottant'anni dopo i fatti, la giornalista tedesca Laura Ewert, nipote del colonnello Wolf Ewert, ha rivolto le sue scuse ai discendenti delle vittime; si è inginocchiata davanti al cippo che ricorda la strage, ha deposto dei fiori e tenuto un discorso durante la messa di ricordo.